# Macroxiphus sumatranus
Macroxiphus sumatranus — вид прямокрилих комах родини коників (Tettigoniidae).

## Поширення
Вид зустрічається в Таїланді, Малайзії, Індонезії, на Філіппінах та Новій Гвінеї.

## Підвиди
- M. s. raapi — Малайзія, Індонезія, Філіппіни
- M. s. siamensis — Таїланд, Малайзія
- M. s. sumatranus — Суматра, Нова Гвінея